# مک کاونویل (نیویورک)
مک کاونویل (به انگلیسی: McKownville) یک منطقهٔ مسکونی در ایالات متحده آمریکا است که در نیویورک واقع شده‌است. مک کاونویل ۲٬۷۵۶ نفر جمعیت دارد و ۷۵٫۹ متر بالاتر از سطح دریا واقع شده‌است.